# Westminster (Teksas)
Westminster – jednostka osadnicza w Stanach Zjednoczonych, w stanie Teksas, w hrabstwie Collin.